# Dracopis
Dracopis é um género botânico pertencente à família Asteraceae.